# Herpsilochmus praedictus
A Herpsilochmus praedictus a madarak osztályának verébalakúak (Passeriformes) rendjébe és a hangyászmadárfélék (Thamnophilidae) családjába tartozó faj.

## Rendszerezése
A fajt Mario Cohn-Haft és Gustavo A. Bravo írták le 2013-ban.

## Előfordulása
Brazília területén honos. Természetes élőhelyei a szubtrópusi vagy trópusi síkvidéki esőerdők. Vonuló faj.

## Megjelenése
Testhossza 11–12 centiméter, testtömege 11,2 gramm.

## Természetvédelmi helyzete
Az elterjedési területe nagy, egyedszáma viszont csökken, de még nem éri el a kritikus szintet. A Természetvédelmi Világszövetség Vörös listáján nem fenyegetett fajként szerepel.